# Dendrochilum microstylum
Dendrochilum microstylum är en orkidéart som beskrevs av Rudolf Schlechter. Dendrochilum microstylum ingår i släktet Dendrochilum och familjen orkidéer.
Artens utbredningsområde är Sumatera. Inga underarter finns listade i Catalogue of Life.